# ウィル・ロップ
ウィル・ロップ （Will Ropp ）は、アメリカ合衆国の俳優。

## 主な出演作品

### 映画
- The 'Claw （2017年）
- Dauntless: The Battle of Midway （2019年）
- ザ・ウェイバック The Way Back （2020年）
- シルクロード.com -史上最大の闇サイト- Silk Road （2021年）[3]
- フォールアウト The Fallout （2021年）[4]
- 史上最高のカンパイ! 戦地にビールを届けた男 The Greatest Beer Run Ever （2022年）[5]

### テレビドラマ
- Speechless （2016年）
- Love, Victor （2020年-2021年）
- The Sex Lives of College Girls （2021年）